# 小林禮次郎
小林 禮次郎（こばやし れいじろう、1928年5月7日 - 2011年8月13日）は、日本の経営者、工学博士。コーセー社長を務めた。創業者小林孝三郎の長男。

## 来歴・人物
東京都出身。1951年に早稲田大学理工学部応用化学科を卒業し、同年に小林コーセーに入社。1964年に常務に就任し、1976年に専務を経て、1981年に社長に就任。1997年3月に会長に就任。
1992年11月に藍綬褒章を受章し、1998年10月に勲三等瑞宝章を受章。
2011年8月13日に脳梗塞のために死去。83歳没。